# Goodnews Bay
Goodnews Bay è una città degli Stati Uniti d'America, situata nella Census Area di Bethel, nello Stato dell'Alaska.